# 法海 (清朝)
法海（穆麟德轉寫：fahai，1671年—1737年），字淵若，號悔翁、青村，佟佳氏，滿洲鑲黃旗人。清朝官员、清朝兵部尚書，进士出身。

## 生平
清朝大將佟養真後裔，祖父為正藍旗都统佟盛年。父是一等公爵都統佟國綱。其母是佟国纲婢女而成侍妾，死後不能入祖坟，法海因而并不被父、兄鄂伦岱、弟夸岱重视。
康熙三十三年（1694年）中式甲戌科第三甲第一百七名同進士出身。曾任左都御史。雍正四年二月甲子，接替遜柱，擔任兵部尚書，后革。由查弼納接任。
法海无子，过继鄂伦岱第四子介禄为子。
著有《悔翁集》。